# Okamoto Tomotaka
Tomotaka Okamoto (岡本 知剛 Okamoto Tomotaka, sinh ngày 29 tháng 6 năm 1990 ở Onomichi, Hiroshima) là một cầu thủ bóng đá người Nhật Bản hiện tại thi đấu cho Matsumoto Yamaga.
Anh từng là thành viên của U-17 Nhật Bản thi đấu cho Giải vô địch bóng đá U-17 thế giới 2007.

## Thống kê sự nghiệp
Cập nhật đến ngày 23 tháng 2 năm 2017.
| Thành tích câu lạc bộ | Thành tích câu lạc bộ | Thành tích câu lạc bộ | Giải vô địch | Giải vô địch | Cúp                   | Cúp                   | Cúp Liên đoàn | Cúp Liên đoàn | Châu lục | Châu lục  | Tổng cộng | Tổng cộng |
| Mùa giải              | Câu lạc bộ            | Giải vô địch          | Số trận      | Bàn thắng    | Số trận               | Bàn thắng             | Số trận       | Bàn thắng     | Số trận  | Bàn thắng | Số trận   | Bàn thắng |
| Nhật Bản              | Nhật Bản              | Nhật Bản              | Giải vô địch | Giải vô địch | Cúp Hoàng đế Nhật Bản | Cúp Hoàng đế Nhật Bản | Cúp Liên đoàn | Cúp Liên đoàn | AFC      | AFC       | Tổng cộng | Tổng cộng |
| --------------------- | --------------------- | --------------------- | ------------ | ------------ | --------------------- | --------------------- | ------------- | ------------- | -------- | --------- | --------- | --------- |
| 2008                  | Sanfrecce Hiroshima   | J2 League             | 1            | 0            | 0                     | 0                     | -             | -             | -        | -         | 1         | 0         |
| 2009                  | Sanfrecce Hiroshima   | J1 League             | 3            | 0            | 2                     | 0                     | 2             | 0             | -        | -         | 7         | 0         |
| 2010                  | Sanfrecce Hiroshima   | J1 League             | 0            | 0            | 1                     | 0                     | 0             | 0             | 1        | 0         | 2         | 0         |
| 2011                  | Sagan Tosu            | J2 League             | 34           | 1            | 0                     | 0                     | -             | -             | -        | -         | 34        | 1         |
| 2012                  | Sagan Tosu            | J1 League             | 26           | 0            | 1                     | 0                     | 4             | 0             | -        | -         | 31        | 0         |
| 2013                  | Sanfrecce Hiroshima   | J1 League             | 6            | 0            | 2                     | 0                     | 0             | 0             | 6        | 0         | 14        | 0         |
| 2014                  | Sagan Tosu            | J1 League             | 19           | 0            | 3                     | 0                     | 4             | 0             | -        | -         | 26        | 0         |
| 2015                  | Sagan Tosu            | J1 League             | 11           | 0            | 1                     | 0                     | 3             | 0             | -        | -         | 15        | 0         |
| 2016                  | Sagan Tosu            | J1 League             | 10           | 0            | –                     | –                     | 3             | 0             | –        | –         | 13        | 0         |
| 2016                  | Shonan Bellmare       | J1 League             | 1            | 0            | 2                     | 0                     | –             | –             | –        | –         | 3         | 0         |
| Tổng cộng sự nghiệp   | Tổng cộng sự nghiệp   | Tổng cộng sự nghiệp   | 111          | 1            | 12                    | 0                     | 16            | 0             | 7        | 0         | 146       | 1         |

## Thống kê sự nghiệp đội tuyển quốc gia
Tính đến 8 tháng 11 năm 2008

### Số lần ra sân trong các giải đấu lớn
| Đội bóng | Giải đấu                                        | Thể loại | Số trận | Số trận | Bàn thắng | Thành tích đội bóng |
| Đội bóng | Giải đấu                                        | Thể loại | Start   | Sub     | Bàn thắng | Thành tích đội bóng |
| -------- | ----------------------------------------------- | -------- | ------- | ------- | --------- | ------------------- |
| Nhật Bản | Vòng loại Giải vô địch bóng đá U-17 châu Á 2006 | U-15     | 1       | 0       | 0         | Vào vòng trong      |
| Nhật Bản | Giải vô địch bóng đá U-17 châu Á 2006           | U-16     | 6       | 0       | 1         | Vô địch             |
| Nhật Bản | Giải vô địch bóng đá U-17 thế giới 2007         | U-17     | 3       | 0       | 1         | Vòng 1              |
| Nhật Bản | Vòng loại Giải vô địch bóng đá trẻ châu Á 2008  | U-18     | 1       | 0       | 0         | Vào vòng trong      |
| Nhật Bản | Giải vô địch bóng đá U-19 châu Á 2008           | U-19     | 3       | 0       | 0         | Tứ kết              |

## Danh hiệu

### Sanfrecce Hiroshima
- J. League Division 1 (1): 2013
- J. League Division 2 (1): 2008
- Siêu cúp Nhật Bản (2): 2008, 2013

### Nhật Bản
- Giải vô địch bóng đá U-17 châu Á (1): 2006